# World Idol
World Idol was de titel van een eenmalig wereldwijde versie van het tv-programma Pop Idol, dat in Nederland op televisie kwam als Idols en in Vlaanderen als Idool. In deze versie namen de winnaars uit verschillende landen het tegen elkaar op.
De show werd uitgezonden op 24 december 2003 en op de eerste dag van 2004 volgde de uitslag. De Noorse kandidaat Kurt Nilsen won en versloeg daarmee de grote favorieten Kelly Clarkson (Verenigde Staten) en Will Young (Verenigd Koninkrijk). Namens Nederland deed Jamai Loman mee, die laatste werd. Voor België deed Peter Evrard mee, die op de derde plek eindigde.
De jury bestond uit telkens één lid uit de deelnemende landen, met onder anderen Henkjan Smits voor Nederland, Nina De Man voor België en Simon Cowell voor het Verenigd Koninkrijk.

## Uitslag
| Plaats | Zanger(es)           | Land                | Punten | Lied                                                      |
| ------ | -------------------- | ------------------- | ------ | --------------------------------------------------------- |
| 1      | Kurt Nilsen          | Noorwegen           | 106    | U2 - Beautiful day                                        |
| 2      | Kelly Clarkson       | Verenigde Staten    | 97     | Aretha Franklin - (You make me feel like) a natural woman |
| 3      | Peter Evrard         | België              | 83     | Nirvana - Lithium                                         |
| 4      | Heinz Winckler       | Zuid-Afrika         | 80     | Aerosmith - I don't want to miss a thing                  |
| 5      | Will Young           | Verenigd Koninkrijk | 72     | The Doors - Light my fire                                 |
| 6      | Ryan Malcolm         | Canada              | 62     | The Hollies - He ain't heavy, he's my brother             |
| 7      | Guy Sebastian        | Australië           | 56     | Louis Armstrong - What a wonderful world                  |
| 8      | Alicja "Alex" Janosz | Polen               | 55     | Jesus Christ Superstar - I don't know how to love him     |
| 9      | Alexander Klaws      | Duitsland           | 45     | Michael Sembello - Maniac                                 |
| 10     | Diana Karazon        | Jordanië            | 45     | Eigen nummer - Ensani ma Binsak                           |
| 11     | Jamai Loman          | Nederland           | 36     | Elton John - Sorry seems to be the hardest word           |